# Сарана (селище)
Сарана́ (рос. Сарана) — селище у складі Красноуфімського міського округу (Натальїнськ) Свердловської області.
Населення — 2337 осіб (2010, 2684 у 2002).
До 12 жовтня 2004 років селище мало статус селища міського типу.